# Толстых, Михаил Сергеевич
Михаи́л Серге́евич Толсты́х (позывной «Ги́ви»; 19 июля 1980, Иловайск, Донецкая область — 8 февраля 2017, Макеевка, Донецкая область) — пророссийский сепаратист, военачальник подконтрольной России Донецкой Народной Республики. Герой Донецкой Народной Республики (2015), полковник армии ДНР (сентябрь 2016). Получил известность в ходе боёв за Иловайск и боёв за Донецкий аэропорт. Командир батальона «Сомали» (2014—2017). Обвинялся в военных преступлениях.

## Биография
Родился 19 июля 1980 года в городе Иловайске Донецкой области, Украинской ССР.
В 1998—2000 годах проходил срочную службу в Вооружённых силах Украины, в учебном центре «Десна», пытался завербоваться на службу по контракту, однако был признан негодным из-за дефекта речи. Военная специальность — командир танка. По собственным словам, имел грузинские корни от прадеда со стороны отца и белорусские корни со стороны матери.
Затем работал охранником в супермаркете, промышленным альпинистом, последнее место работы — в 2011—2014 годах водитель дизельного погрузчика на Харцызском сталепроволочно-канатном заводе.
Известность ему принесло видео, выложенное на YouTube в октябре 2014 года, когда он вёл переговоры по телефону с командиром украинских воинских частей, оборонявших донецкий аэропорт, и спрашивал собеседника, почему ВСУ обстреливают позиции ДНР и ЛНР вопреки соглашению о перемирии.
19 октября 2014 года обратился к лидеру ЛДПР Владимиру Жириновскому с просьбой предоставить «Народному ополчению» автомобили для перевозки раненых. 28 октября Жириновский отправил вооружённым формированиям два автомобиля «Нива».

Страны, в которых «Гиви» попал под санкции

16 февраля 2015 года был включён в санкционный список Европейского союза.
19 марта 2015 года и 6 апреля 2016 года на «Гиви» были совершены покушения. Михаил не пострадал, его машина получила повреждения.
17 октября 2016 года после гибели своего близкого друга и командира батальона «Спарта» Арсена Павлова («Моторола») в интервью телерадиокомпании «Звезда» сказал следующее:
Кто бы это ни сделал, они будут расплачиваться. Вся Украина. Мы будем захватывать каждый город. Я буду ровнять их с землёй за своего друга. Ну а Арсен… Я знаю, что он всегда будет рядом с нами.
В начале февраля 2017 года, в ходе боёв под Авдеевкой, получил осколочное ранение в ногу
Был разведён. От брака сын Сергей 2001 года рождения.

### Убийство
8 февраля 2017 года в 06:12 утра Михаил Толстых был убит в собственном кабинете на базе батальона «Сомали» в городе Макеевка Донецкой области. Причиной смерти стали ранения, несовместимые с жизнью, после того как кабинет Гиви был обстрелян из реактивного огнемёта «Шмель», по другим сведениям — произошёл взрыв заложенной в кабинете бомбы.
По мнению исследователя генерала Амоса Фокса, убийство Толстых осуществили агенты России. Убийства главарей ДНР — один из элементов стратегии РФ по управлению её прокси-образованиями.
По сообщению народного депутата Украины от партии «Европейская солидарность» Виктории Сюмар, ликвидация Михаила Толстых была спецоперацией ССО ВСУ, санкционированной Президентом Украины Петром Порошенко.
Это происшествие стало продолжением кампании убийств целого ряда видных полевых командиров вооруженных формирований Донбасса, ни один из которых не погиб на поле боя. Бывший министр обороны непризнанной ЛНР Александр Беднов (Бэтмэн) убит 1 января 2015 года при расстреле колонны; командир батальона «Призрак» Алексей Мозговой был расстрелян в автомобиле 23 мая 2015 года; командир Казачьей национальной гвардии Павел Дрёмов (Батя) 12 декабря 2015 года погиб от взрыва бомбы, установленной в машине; командир батальона «Спарта» Арсен Павлов (Моторола) погиб при взрыве в октябре 2016 года.
В связи с гибелью Михаила Толстых в ДНР был объявлен трёхдневный траур.
Прощание прошло 10 февраля 2017 года в Донецком театре оперы и балета, в нём приняли участие около 55 тыс. жителей ДНР. Похоронен с воинскими почестями в Донецке на кладбище «Донецкое море» рядом с могилой своего друга и сослуживца Арсена Павлова («Моторола»).

## Причастность к пыткам военнопленных
Согласно данным украинских и зарубежных СМИ, Михаил Толстых причастен к пыткам, издевательствам и расстрелам военнопленных. Так, в одном из материалов NewsFront Михаил Толстых на камеру унижал украинских военнопленных, заставляя их есть погоны и шевроны. В одном из сюжетов телеканала Россия-24 Толстых заявил на камеру, что «расстреляет без суда и следствия» пленного украинского офицера. Также Толстых был известен своим жестоким отношением к собственным подчинённым.
23 июня 2016 года Военная прокуратура Украины сообщила о подозрении в совершении уголовных преступлений, предусмотренных ч. 1 ст .258-3 (создание террористической организации, руководство и участие в ней) ч. 2 ст. 28, ч. 2 ст. 437 (соучастие в ведении агрессивной войны) ч. 2 ст. 28, ч. 1 ст. 438 (жестокое обращение с военнопленными) ч. 2 ст.146 (незаконное лишение свободы или похищение человека) Уголовного кодекса Украины и была намерена начать заочное осуждение командира батальона «Сомали» непризнанной Донецкой Народной Республики Михаила Толстых (позывной «Гиви»).

## Награды
- Герой Донецкой Народной Республики (21 февраля 2015)[37],
- орден Святителя Николая Чудотворца I степени (ДНР),
- орден Святителя Николая Чудотворца II степени (ДНР),
- Два Георгиевских креста ДНР,
- медаль «За оборону Славянска» (ДНР),
- медаль «За оборону Иловайска» (ДНР, октябрь 2016);
- другие награды ДНР.

## Батальон «Сомали»

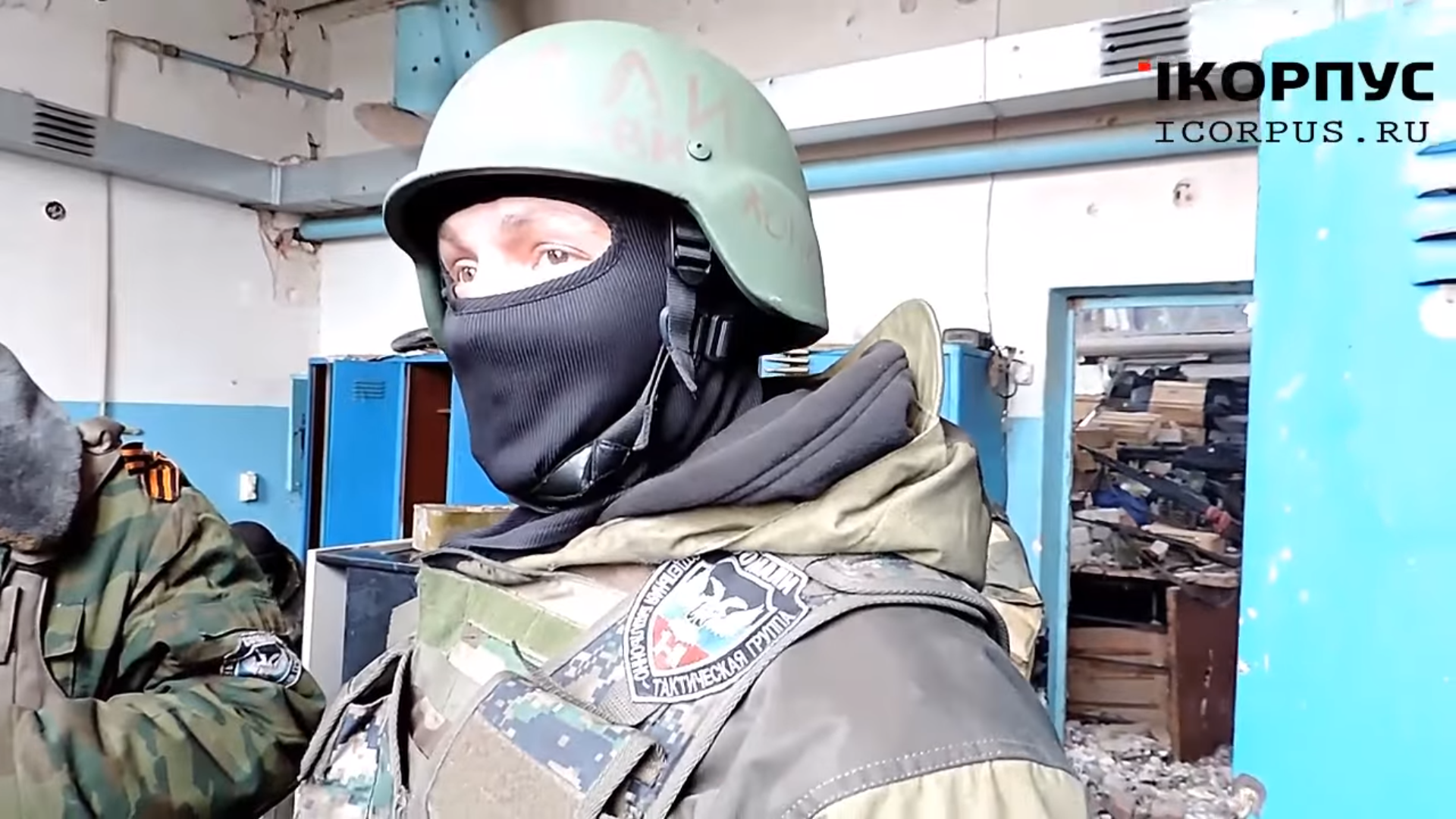
Боец «Сомали» в Донецком аэропорту

Изначально батальон «Сомали» — добровольческое формирование, принимавшее участие в военных действиях на востоке Украины на стороне ДНР в обороне Славянска, в боях за Иловайск и в затяжной осаде и дальнейшем штурме Донецкого аэропорта в ходе тяжёлых боёв в сентябре — октябре 2014 года. Ныне — Отдельный гвардейский мотострелковый штурмовой батальон «Сомали» имени М. С. Толстых (в/ч 08828) в составе Народной милиции ДНР.
В составе батальона на 2017 год имелись танки Т-64 и Т-72, боевые бронированные машины БМП-1, БТР-70, МТ-ЛБ и БРДМ-2, а также вспомогательная артиллерия, миномёты и транспортные машины. Часть постоянно дислоцируется в Донецке и Макеевке.

## Комментарии
1. ↑  Данный населённый пункт расположен на территории, не контролируемой властями Украины (см. также Война в Донбассе (2014—2022))